# 88 Dywizja Piechoty (III Rzesza)
88 Dywizja Piechoty (niem. 88. Infanterie-Division) – niemiecka dywizja z czasów II wojny światowej.
Sformowana na mocy rozkazu z 1 grudnia 1939, w 6. fali mobilizacyjnej na poligonie Grafenwöhr w VII. Okręgu Wojskowym.
Jesienią 1943 88 DP wzmocniono niedobitkami z 323 Dywizji Piechoty.
W czasie walk na przyczółku baranowsko sandomierskim broniła wspólnie z 291 Dywizją Piechoty odcinka frontu między Łagowem a Włostowem.

## Struktura organizacyjna
- Struktura organizacyjna w grudniu 1939
  - 245  pułk piechoty
  - 246  pułk piechoty
  - 248  pułk piechoty
  - 188  pułk artylerii
  - 188  batalion pionierów
  - 188  oddział rozpoznawczy
  - 188  oddział przeciwpancerny
  - 188  oddział łączności
  - 188  polowy batalion zapasowy
- Struktura organizacyjna w grudniu 1942
  - 245  pułk grenadierów
  - 246  pułk grenadierów
  - 248  pułk grenadierów
  - 188  pułk artylerii
  - 188  batalion pionierów
  - 188  batalion narciarzy
  - 188  oddział rozpoznawczy
  - 188  oddział przeciwpancerny
  - 188  oddział łączności
  - 188  polowy batalion zapasowy
- Struktura organizacyjna w listopadzie 1943
  - 245  pułk grenadierów
  - 248  (I /248  i II /246) pułk grenadierów
  - 323  grupa dywizyjna (591  i 593  grupa pułkowa)
  - 188  pułk artylerii (I , III , IV  I II /323  pułk artylerii)
  - 188  batalion pionierów
  - 88  dywizyjny batalion fizylierów
  - 188  oddział przeciwpancerny
  - 188  oddział łączności
  - 188  polowy batalion zapasowy
- Struktura organizacyjna w maju 1944
  - 110  pułk grenadierów
  - 245  pułk grenadierów
  - 248  (I /248  i II /246 ) pułk grenadierów
  - 188  pułk artylerii
  - 188  batalion pionierów
  - 88  dywizyjny batalion fizylierów
  - 188  oddział przeciwpancerny
  - 188  oddział łączności
  - 188  polowy batalion zapasowy

## Dowódcy dywizji
- gen. mjr Georg Lang 1 XII 1939 – 2 II 1940;
- gen. Friedrich Gollwitzer 2 II 1940 – 10 III 1943;
- gen. por. Heinrich Roth 10 III 1943 – 5 XI 1943;
- gen. por. ‎Georg Rittberg 5 XI 1943 – 8 I 1945;
- gen. mjr Carl Anders 8 I 1945 – 27 I 1945;